# Torch Tower
Torch Tower（トーチタワー）は、東京都千代田区大手町二丁目に建設中の超高層建築物である。

## 概要
東京駅日本橋口前に位置する大手町二丁目常盤橋街区では東京駅前常盤橋プロジェクト（大手町二丁目常盤橋地区第一種市街地再開発事業）」が推し進められており、そのうちの「B棟」として計画されていた。同プロジェクトにおいて建設される最高層の建築物であり、街区の中核を担う。
2020年9月17日開催のプレス発表会において、再開発事業の関係権利者筆頭である三菱地所は、当該の再開発地区「常盤橋地区第一種市街地」の正式名称を「TOKYO TORCH」、B棟の名称を「Torch Tower」に決定したと発表した。
2023年9月27日に着工した。竣工は2028年3月31日の予定となっている。地上高は385 m で、完成すると大阪市阿倍野区にあるあべのハルカス（高さ300 m）や、2023年6月30日に竣工した麻布台ヒルズ森JPタワー（高さ325 m）を超えて日本一高いビルとなる。また、日本のビルとしては初めて東京タワー（高さ333 m）の高さ及び高さ350 mを超えたビルとなる。

## 施設概要

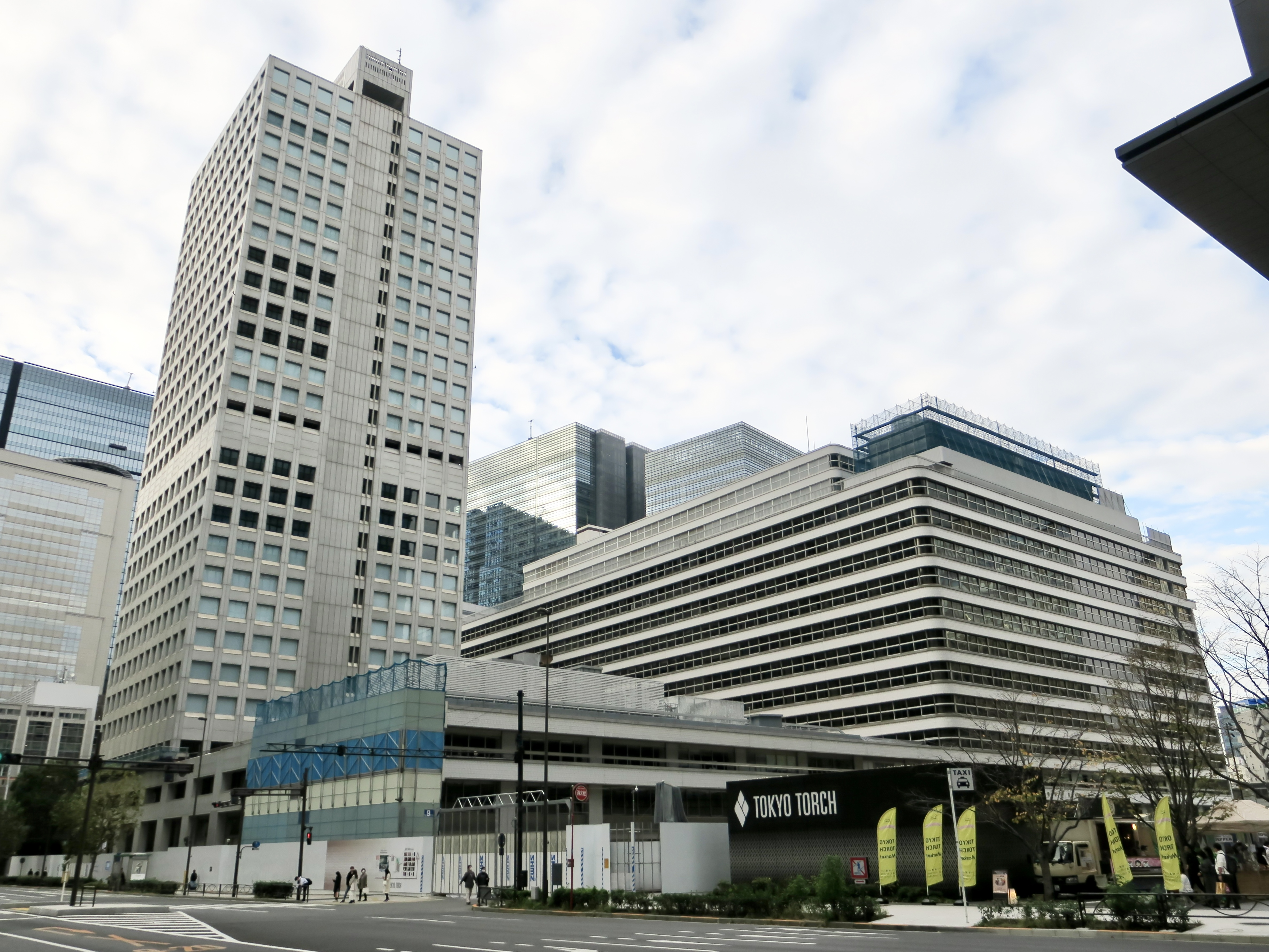
建設地に以前存在していた朝日生命大手町ビル(画像左)と日本ビルヂング(画像右)

B棟の外観のデザインは、全体的にたいまつ（松明）のイメージが採用された。日本を明るく照らすという意味を籠めたという。
2020年（令和2年）9月17日、B棟の正式名称も「Torch Tower（トーチタワー）」に決まった。建物の外観と同様、正式名称の「Torch」は「たいまつ」を意味する英語の "torch" から採られたものであるが、街区の名称「TOKYO TORCH」および街区のロゴタイプと同一コンセプトである。そのコンセプトとは「灯り」であり、チャレンジし続ける情熱と、炎そのものを想起させながらも、古来日本で建材となってきた銅にちなんだ色をコンセプトカラーとしている。そのため、「TOKYO TORCH」のロゴタイプは赤銅色でデザインされており、「Torch Tower」は高層のホテルロビー階が赤銅色に輝く外観になるようデザインされている。
Torch Towerは、2018年1月に着工した常盤橋タワーが2021年6月に、2017年4月に着工した銭瓶町ビルディングが2022年3月に完成した後、建設地に建つ朝日生命大手町ビル（1971年開業、地上高119.65 m）および日本ビルヂング（1962年竣工、地上高51.4 m）の2棟を取り壊し、その跡地に建設されている。
地上高385 mで、地上62階・地下4階の合計67階建て。地下1階から6階までには約4,500坪の商業ゾーンが整備される。3階から6階までには「現代の芝居小屋」をモチーフとした約2,000席の多目的ホールが整備され、常盤橋タワーとの間に完成する広場（約7,000 m2）とのコンテンツ連動が可能なよう空間設計されている。7階から13階までは機械室、14階から52階まではオフィス用フロアが設けられることになっており、53階から58階までの高層階は国際級ホテル「ドーチェスター・コレクション」となる。ホテルのロビー階は外気を取り入れられる空間になっており、300 m 超えの高さでありながら緑と風を感じられるようデザインされている。「Torch」のイメージの具現化として、昼でもこの部分だけが赤銅色に際立って見え、夜には灯りを点したように輝いて見える。59階から60階は大手町・丸の内・有楽町エリア初となるラグジュアリーレジデンスが入る。最上層の61階とRF（屋上階）は展望施設で、眼下の街並みのほか、遠く東京湾から見晴るかす富士山までを遠望することができる。なおこれらのうち、多目的ホールとホテルのオープンスペースは、コロナ禍 (cf.) を受けたのちの新時代（ポストコロナ時代）の社会に対応したものとして追加された施設であり、2020年9月17日に開催されたプレス発表会で初めて明らかにされた。また、同様の理由から屋外空間を最大限に活用するため、Torch Tower の1階から8階へ続く約2 kmの空中散歩道（約5,000 m2）とその終着地に広がる屋上庭園（約2,500 m2）を整備することも併せて発表されている。